# Jimmy Casper
Jimmy Casper (Montdidier, 28 mei 1978) is een Frans voormalig wielrenner. Zijn grootste zege boekte hij in 2006, toen hij de eerste etappe van de Ronde van Frankrijk op zijn naam schreef.
Op 9 augustus 2008 maakte de Franse krant L'Equipe bekend dat Casper positief had getest op corticosteroïden tijdens de Ronde van Frankrijk 2008.
Casper stopte na het seizoen van 2012 toen hij geen nieuwe ploeg kon vinden.

## Belangrijkste overwinningen
1999
- 4e etappe Vierdaagse van Duinkerken
- 1e, 3e 4e en 8e etappe Ronde van Duitsland

2001
- 3e etappe Ronde van de Middellandse Zee
- 2e etappe deel a Route du Sud

2002
- 2e etappe GP Erik Breukink
- Kampioenschap van Vlaanderen - Koolskamp

2003
- 1e etappe GP Erik Breukink
- 1e etappe Driedaagse van West-Vlaanderen

2004
- 1e etappe Vierdaagse van Duinkerken
- 4e etappe Ronde van Picardië
- 6e etappe Ronde van Denemarken
- Kampioenschap van Vlaanderen - Koolskamp
- 2e etappe Circuit Franco-Belge
- Eindklassement Circuit Franco-Belge

2005
- 5e etappe Ster van Bessèges
- GP Denain

2006
- GP Denain
- 4e etappe Ronde van Picardië
- Eindklassement Ronde van Picardië
- 1e etappe Ronde van Frankrijk

2007
- 1e etappe Driedaagse van West-Vlaanderen
- Eindklassement Driedaagse van West-Vlaanderen

2008
- 2e etappe Ronde van de Middellandse Zee

2009
- 1e etappe Ster van Bessèges
- 2e etappe Ster van Bessèges
- 1e etappe Internationaal Wegcriterium
- Parijs-Camembert
- GP Denain
- 2e etappe Ronde van Poitou-Charentes
- Eindklassement Coupe de France

2010
- 1e etappe Ronde van Oman
- 4e etappe Ronde van Normandië
- 3e etappe Ronde van Picardië
- 3e etappe Ronde van België
- Val d'Ille U Classic 35
- 3e etappe Ronde van Portugal
- 4e etappe Ronde van Poitou-Charentes

2011
- GP Denain
- 3e etappe Ronde van Picardië
- 2e en 3e etappe Boucles de la Mayenne
- Eindklassement Boucles de la Mayenne
- 1e etappe Ronde van de Ain

## Resultaten in voornaamste wedstrijden
| Jaar | Ronde van Italië | Ronde van Frankrijk | Ronde van Spanje |
| ---- | ---------------- | ------------------- | ---------------- |
| 1999 |                  | opgave              |                  |
| 2000 | opgave           |                     |                  |
| 2001 |                  | 144e (laatste)      |                  |
| 2002 |                  | opgave              |                  |
| 2003 | buiten tijd      | opgave              |                  |
| 2004 |                  | 147e (laatste)      |                  |
| 2005 |                  |                     | 124e             |
| 2006 |                  | 137e (1)            |                  |
| 2007 |                  |                     |                  |
| 2008 |                  | buiten tijd         |                  |
| 2009 |                  |                     |                  |
| 2010 |                  |                     |                  |
| 2011 |                  |                     |                  |
| 2012 |                  |                     |                  |

| Jaar | Milaan-San Remo | Gent-Wevelgem | Ronde van Vlaanderen | Parijs-Roubaix | Kuurne-Brussel-Kuurne | Parijs-Tours |  | WK op de weg |  | Wereldranglijsten |
| ---- | --------------- | ------------- | -------------------- | -------------- | --------------------- | ------------ |  | ------------ |  | ----------------- |
| 1999 |                 | 68e           |                      |                |                       |              |  |              |  |                   |
| 2000 |                 |               |                      |                |                       |              |  |              |  |                   |
| 2001 |                 |               |                      |                |                       |              |  |              |  |                   |
| 2002 |                 |               |                      |                | 18e                   | 21e          |  | 6e           |  |                   |
| 2003 |                 |               |                      |                | 6e                    |              |  |              |  |                   |
| 2004 |                 | 5e            |                      |                |                       | 154e         |  |              |  |                   |
| 2005 | 126e            |               | 87e                  | 22e            |                       | 30e          |  | 114e         |  |                   |
| 2006 | 160e            | 49e           | 71e                  | 25e            |                       |              |  |              |  | 123e (UPT)        |
| 2007 | 139e            |               |                      |                |                       |              |  |              |  |                   |
| 2008 |                 |               |                      | 36e            | 22e                   | 80e          |  |              |  |                   |
| 2009 |                 |               |                      |                |                       | 24e          |  |              |  |                   |
| 2010 |                 |               |                      |                |                       | 23e          |  |              |  |                   |
| 2011 |                 |               |                      | 69e            | 31e                   |              |  |              |  |                   |
| 2012 |                 | 147e          |                      | 19e            | 134e                  |              |  |              |  |                   |